# Осинівка (Борисовський район)
Осинівка (біл. вёска Асінаўка) — село в складі Борисовського району Мінської області, Білорусь. Село підпорядковане Велятичівській сільській раді, розташоване в північно-східній частині області.